# Алексєєв Микола Олександрович (революціонер)
Микола Олександрович Алексєєв (нар. 4 (16) листопада 1873—1972) — російський революційний діяч.
Співробітник газети «Іскра». Учасник боротьби за Радянську владу в Сибіру. Герой Соціалістичної Праці (1963).

## Біографія
Народився 4 (16) листопада 1873 року в селі Шостка Чернігівської губернії (нині місто Сумської області Україна) в сім'ї чиновника.
Закінчив Новгород-Сіверську гімназію. З 1891 по 1892 роки навчався в Петербурзькому університеті. У 1892 році вступив до Військово-медичної академії, звідки був виключений.
Член РСДРП / ВКП (б) / КПРС з 1897 року. За революційну діяльність неодноразово піддавався арештам. Член петербурзького «Союзу боротьби». У січні 1898 року був заарештований у справі Петербурзького «Союзу боротьби за визволення робітничого класу», виключений з академії і висланий у Вятську губернію. У 1899 році із заслання втік за кордон.
У 1900—1905 роках жив у Лондоні (Велика Британія). Тут в 1902 році відбулася його зустріч з В. І. Леніним, за завданням якого він вів листування з революціонерами в Росії, був секретарем 3-го з'їзду РСДРП (б) (1905).
З 1922 року — у Москві. Працював у Комінтерні, Головполітосвіти, в апараті ЦК ВКП (б). Викладав у вузах.
З 1925 року був членом районної контрольної комісії Хамовницький району Москви.
У 1931—1933 роках працював в торгпредстві СРСР в Лондоні. З 1933 року — в Науково-дослідному інституті кон'юнктурному.
З 1954 року — персональний пенсіонер.
Був делегатом XXII-го з'їзду КПРС (1961), II-го з'їзду політосвіт (1922).
Жив у Москві. Помер 15 травня 1972 року. Похований на Новодівичому кладовищі в Москві.

## Нагороди
- Указом Президії Верховної Ради СРСР від 16 листопада 1963 року в зв'язку з 90-річчям від дня народження Алексєєву Миколі Олександровичу присвоєно звання Героя Соціалістичної Праці з врученням ордена Леніна і золотої медалі «Серп і Молот».
- Нагороджений 2 орденами Леніна, 2 іншими орденами, медалями.